# Шпорцевый чибис

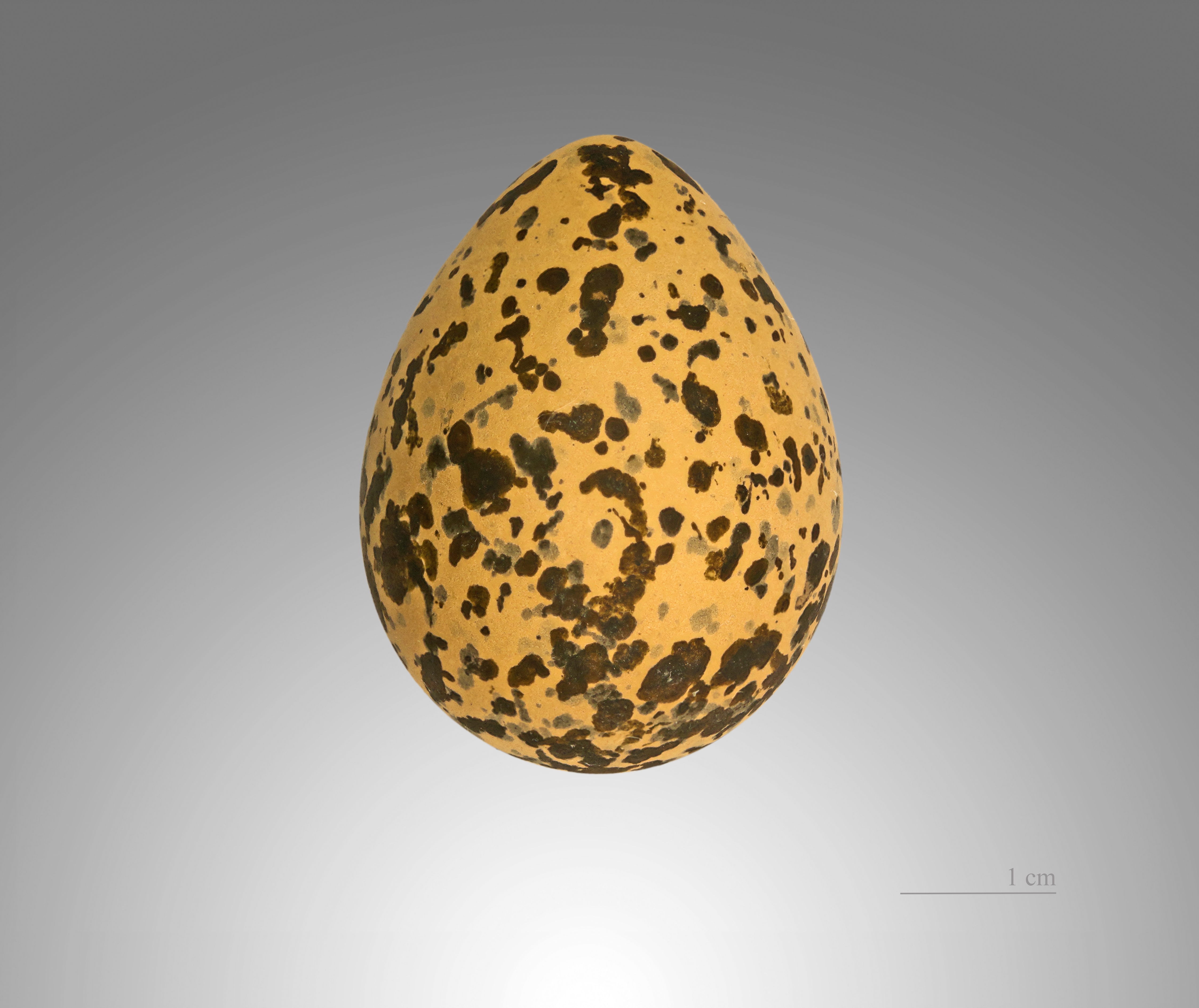
Vanellus spinosus

Шпорцевый чибис (лат. Vanellus spinosus) — небольшая птица семейства ржанковых.

## Описание
Шпорцевый чибис достигает длины от 25 до 27 см. Голова и грудь птицы чёрно-белого цвета. Верхняя сторона тела, напротив, от песочного до бурого цвета. Ноги чёрные и выдаются в полёте над хвостом. Полёт так же, как у чибиса медленный и осторожный.

## Распространение
Он часто встречается в Турции, восточной и северной Сирии, Израиле, Иордании и Ираке, а также в Восточной и Западной Африке. К югу от Восточно-Африканской рифтовой долины шпорцевый чибис очень редок. Однако имеются отдельные доказательства, к примеру, из Малави. В регионах, расположенных к северу от Ливана, это перелетная птица. В других регионах напротив он — преимущественно оседлая птица и соответственно перелётная птица.
В Европе шпорцевый чибис — редкая гнездящаяся птица. Первое доказательство гнездования в Европе было получено в 1959 году на западе Греции. Тем не менее, эти популяции сильно сокращаются из-за разрушения и преобразования ареала, интенсивного рыболовства в лагунах и возросшего количества врагов, таких как одичавшие собаки, шакалы и хохотуньи. Птиц наблюдали также в Испании, Германии и других частях Восточной Европы. С марта по апрель её можно наблюдать также на Кипре.

## Питание
Шпорцевый чибис определяет местонахождение своей добычи визуально и добывает её, захватывая несколькими быстрыми движениями. Питается преимущественно жуками, комарами и их личинками, а также муравьями. В рационе питания присутствуют также пауки, черви, моллюски, головастики и мелкие рыбы.

## Размножение

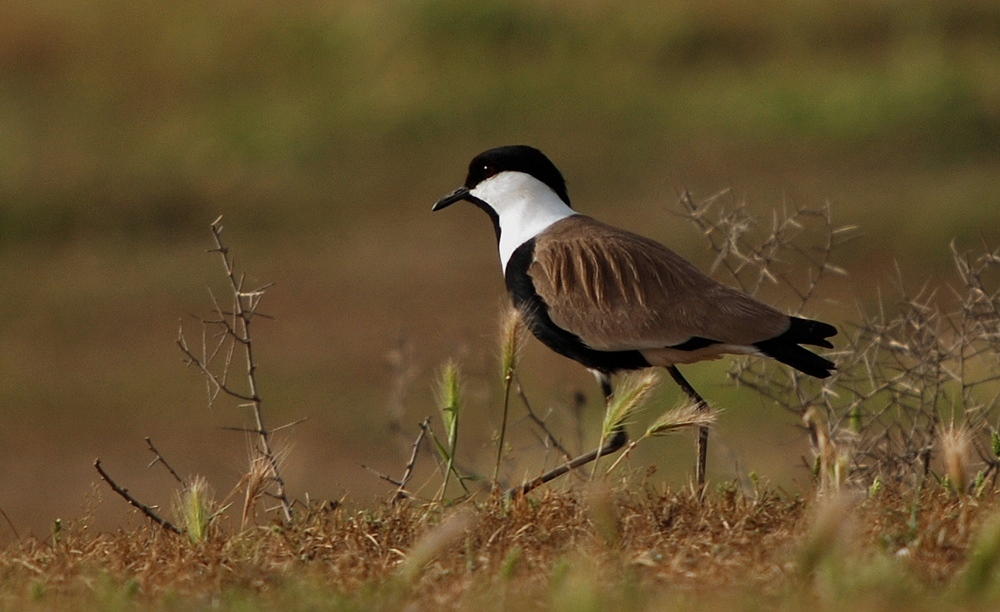

До сих пор биология размножения шпорцевого чибиса исследована недостаточно. Тем не менее, наблюдали, как самец несколько минут кружит вокруг самки. Спаривание происходит после того, как самка принимает приглашение.
Гнездо находится чаще вблизи водоёмов и представляет собой плоскую ямку, выстланную растительным материалом. Оно сооружается самцом, который в период спаривания сооружает несколько ямок, из которых самка выбирает одну.
Кладка состоит в среднем из 4 яиц желтовато-оливкового цвета с чёрно-коричневыми пятнами. Яйца высиживаются обеими родительскими птицами от 22 до 24 дней.